# Will Barker
Pour les articles homonymes, voir Barker.
Will Barker, né le 18 janvier 1868 à Cheshunt en Angleterre, mort le 6 novembre 1951 à Wimbledon, est un réalisateur, producteur, pionnier du cinéma britannique.

## Biographie
Il commence sa carrière en tant que représentant de commerce, et s'intéresse à la photographie. En 1901 il réalise des films avec une caméra Lumière, et les projette en public. En 1906 il fusionne son entreprise avec la Warwick Trading Company qu'il dirige. Il fonde en 1909 la Barker Motion Photography Limited. En 1911 il impose son film Henry VIII  par un système d'exclusivité avec des accords dans certaines salles de projection.
Avant la première guerre mondiale, il a été un promoteur du cinéma, et a su imposer le passage de petites productions aux films plus ambitieux. En 1911 il a été un des premiers à engager un compositeur, Edward German, pour écrire de la musique spécifiquement destinée à un film, pour la scène du couronnement reconstituée d'Henry VIII.
Il se retire à la fin de la guerre 1914-1918. Son influence a été importante sur le développement du cinéma britannique

## Filmographie
- 1904 : The Child Stealers
- 1906 : London Day by Day
- 1907 : Cape to Cairo (série)
- 1911 : Henry VIII
- 1911 : Macbeth
- 1911 : Princess Clementina
- 1913 : East Lynne

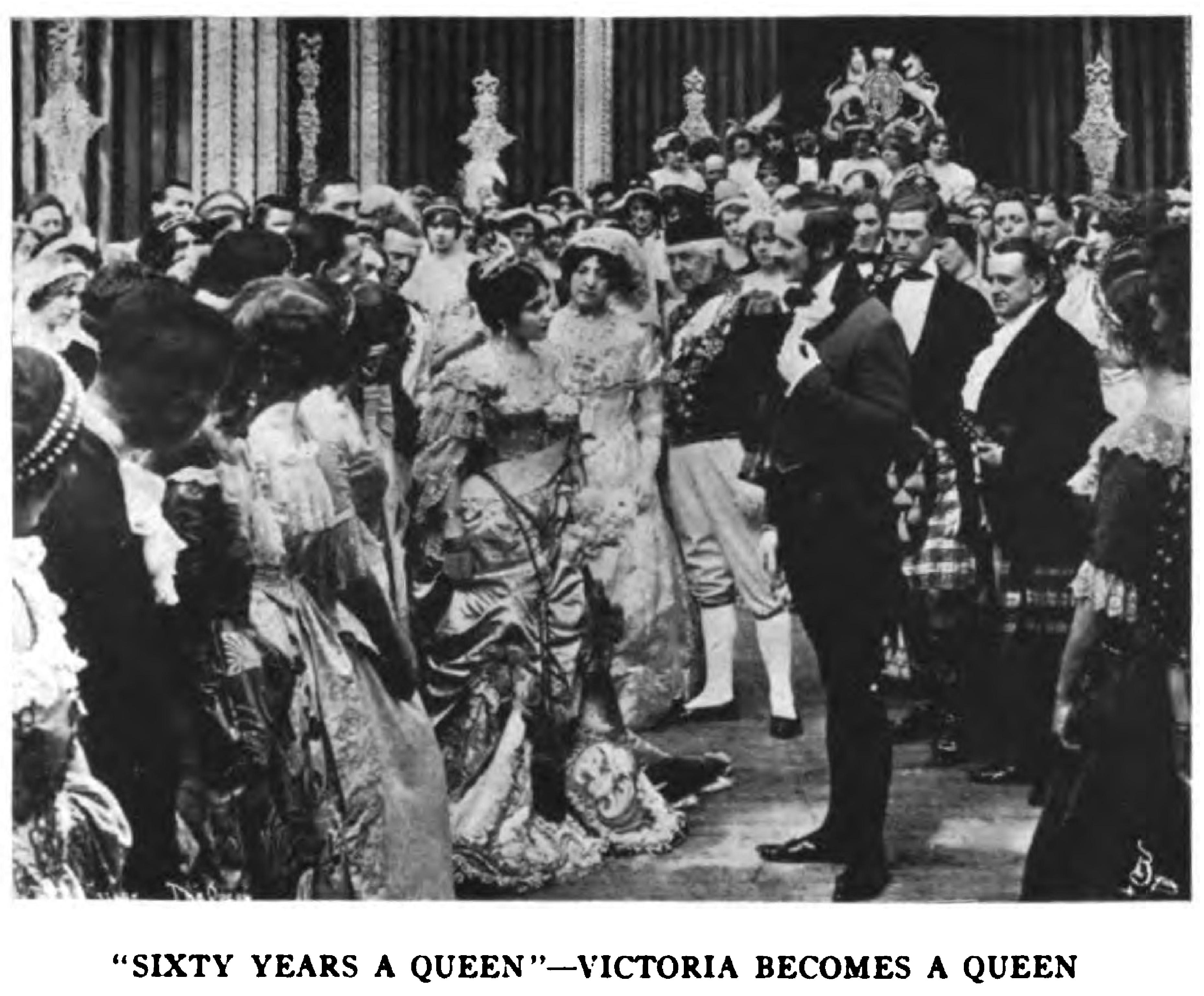
Une scène de Sixty Years a Queen (1913).

- 1913 : Sixty Years a Queen (producteur)
- 1915 : Jane Shore réalisé par F. Martin Thornton.